# سندی لی لیما
سندی لی لیما (تلفظ پرتغالی:[ˈsɐ̃dʒi ˈlɛa ˈlimɐ]، متولد ۲۸ ژانویه ۱۹۸۳) که به نام سندی شناخته می‌شود، خواننده، ترانه‌سرا و بازیگر برزیلی است. سندی که در کامپیناس به دنیا آمد و بزرگ شد، کار خود را در سال ۱۹۸۹ آغاز کرد.
مطبوعات سندی را به عنوان " شاهزاده پاپ " برزیلی نامیدند.
در سال ۱۹۹۹، سندی با همبازی خود یعنی پائولو ویلنا، وارد رابطه شدند. این دو ماه بعد به دلیل مشغله کاری سندی در آن زمان از هم جدا شدند اما رابطه خوبی داشتند.
سندی در سال ۲۰۰۸ از دانشگاه پاپی کاتولیک کمپیناس با مدرک زبان و ادبیات، پرتغالی و انگلیسی فارغ‌التحصیل شد. سندی از هیچ دینی پیروی نمی‌کند و بیان می‌کند که "من خودم را از هیچ دینی نمی‌دانم [...] اما ایمان کافی دارم، ایمان به خدا. من دین [خود] خود را دارم که با معنویت مرتبط است.» او همچنین خود را فردی «درون نگر» توصیف کرد. سندی "آرمان‌های فمینیستی " را به اشتراک می‌گذارد و همچنین از ازدواج همجنس گرایان و حقوق دگرباشان جنسی حمایت می‌کند.

## دیسکوگرافی
| سال  | آلبوم              | گواهینامه‌ها |
| ---- | ------------------ | ----------- |
| ۲۰۱۰ | دستنوشته           | پلاتین      |
| ۲۰۱۱ | Manuscrito Ao Vivo | پلاتین      |
| ۲۰۱۳ | سیم                |             |
| ۲۰۱۶ | میو کانتو          | طلا         |
| ۲۰۱۸ | Nós, Voz, Eles     |             |

## فیلمبرداری
| سال  | آلبوم              | گواهینامه‌ها |
| ---- | ------------------ | ----------- |
| ۲۰۱۱ | Manuscrito Ao Vivo | پلاتین      |
| ۲۰۱۶ | میو کانتو          |             |
| ۲۰۱۸ | Nós, Voz, Eles     |             |

## فیلم‌شناسی
- O Noviço Rebelde (1997) … در نقش مارسیا
- AcQuária (2003) … در نقش سارا
- Estranho Jeito de Amar (2006) … در نقش لوئیزا
- Mato Sem Cachorro (2013) … به عنوان خودش
- Quando Eu Era Vivo (2014) … در نقش برونا
- بخوان (۲۰۱۶) … به عنوان مینا (نسخه برزیلی)[۱۰]
- سندی + سرآشپز (۲۰۲۱)

### فیلم‌های مستند
- تمپو (در نسخه ویژه Manuscrito موجود است)

## تورها
به عنوان یک هنرمند انفرادی
- ۲۰۰۷: سندی
- ۲۰۱۰–۲۰۱۲: دستنوشته
- ۲۰۱۱–۲۰۱۲: سندی کانتا مایکل جکسون
- ۲۰۱۳–۲۰۱۴: سیم
- ۲۰۱۵: تیزر
- 2016-2017: Meu Canto
- 2018: Nós, Voz, Eles